# 電磁直通ブレーキ
電磁直通ブレーキ（でんじちょくつうブレーキ）は、鉄道車両の空気ブレーキ方式の一つである。

## 概要
1920年代後半にアメリカのウェスティングハウス・エア・ブレーキ社（WABCO）の手によって、非常弁付直通空気ブレーキ（SMEブレーキ）に電磁給排弁（Electro-pneumatic valve）を付加したSMEEブレーキが主にインターアーバンや地下鉄向けとしてWABCOによって開発され、更に1930年代に入りSMEEの非常弁部を一般的な自動空気ブレーキと置き換えたHSC（High Speed Control）ブレーキが、その名の通り高速列車用を主目的としてやはりWABCOによって開発された。前者は1948年以降、ニューヨーク市地下鉄で大量採用され、後者は在来の自動空気ブレーキ装備車と併結可能となったため、特にアメリカからの電鉄技術導入が本格的に再開された日本では、1954年以降都市間電気鉄道を中心に爆発的に普及し、当然新幹線にも採用された。
電磁直通ブレーキは、その名の通り直通ブレーキを改良して電磁弁を付加、応答性の改善を図ったものであり、その最初の実用化例となったSMEEブレーキの名称も、当時のWABCOの命名ルール通りStraight air brake / Motor car / Electro-pneumatic valve / Emergency valve（電車用非常弁付電磁直通空気ブレーキ）の接頭語に由来する。
機構的には、運転席の直通ブレーキ用ブレーキ弁に付加されたスイッチから弁の動作を指令する電気信号を得て、各車両の電磁弁によりブレーキ圧力を制御する方式である。純粋に空気圧のみで各車のブレーキ弁に指令を伝達する自動空気ブレーキに比べ、遙かに高速な電磁弁による同期で編成が長大化してもブレーキの応答性がよく、締切電磁弁（Lock Out Valve: LOV）により発電ブレーキや回生ブレーキの連動が容易かつスムーズに実現できることから、長編成の高速電車に多く用いられ、国鉄ではSEDやSELD、多くの私鉄ではWABCOの製品名であるSMEE、HSCの名で知られている。ただし、異常時にブレーキが効かない直通ブレーキを基本としているため、バックアップとして自動空気ブレーキ相当の機構を備えるのが一般的である。
20世紀後半以降、運転席にブレーキ弁やその空気配管を持たず、すべて電気信号として指令を出す電気指令式ブレーキに移行しつつある。

## 特徴

### 開発の経緯

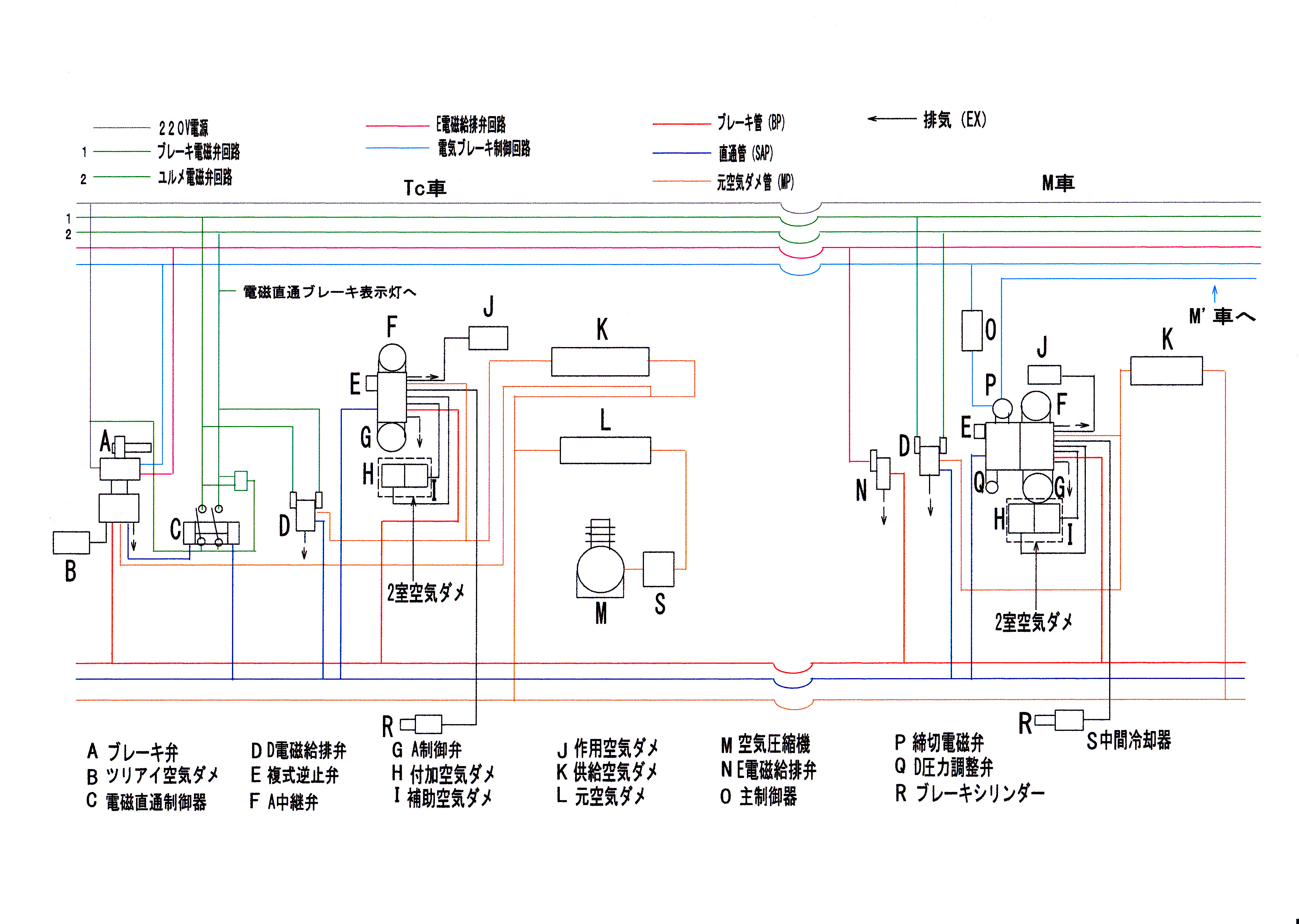
国鉄のSEDブレーキのモデル図（見難い場合には図をクリックして拡大して見てください。）

直通ブレーキは構造が単純であるが、空気管が破損したり連結が外れるなどして圧縮空気が漏れた場合、ブレーキ力が失効するという大きな欠点を持っている。したがって、一部の路面電車や機関車が単行運転を行う場合など限られた使用にとどまり、一般には、空気管に異常があった場合ただちに非常制動がかかる自動空気ブレーキの他、直通ブレーキに自動空気ブレーキの原理に基づく非常弁を併設した非常直通ブレーキ（SMEブレーキなど）が古くから用いられてきた。
ところが、時代の変遷により列車が長大化してくると、自動空気ブレーキにおける応答性の悪さが問題となった。自動空気ブレーキの場合、先頭車両と最後尾車両の間では、ブレーキ指令からブレーキシリンダの動作までの所要時間の差が大きく、日本で一般的に使用されていたM三動弁やA動作弁の場合は最後尾車で
0.36*(N-1)秒 （N:連結両数）
の遅延が発生する。また、編成全体が全ブレーキに達するまでの所要時間はM三動弁とA動作弁でそれぞれ
M弁：6.3+0.6*(N-1)秒
A弁：5.6+0.68*(N-1)秒 （N:連結両数）
となり、長大編成化すればするほど大きなタイムラグが発生することになる。
その対策として、各車のブレーキ制御弁に電磁給排弁を付加してその応答性を改善する電磁自動空気ブレーキがWABCOの手で考案された。アメリカではインタアーバンを中心に在来車の旧型ブレーキにまで電磁給排弁を追加し、10両編成以上の長大編成化を実施する例が多数見られた。また日本ではAブレーキへの電磁給排弁付加が国鉄80系電車でAERブレーキとして実用化され、16両編成の実現に大きく寄与した他、西武鉄道や京阪電気鉄道、阪急電鉄などの私鉄各社でも既存自動空気ブレーキへの電磁給排弁付加によるブレーキ応答性能の向上が、編成の長大化に貢献した。
更にその後、技術の発達で電磁弁の機械的な動作信頼性が上がってくると、応答性に優れる直通ブレーキの特性が見直されるようになった。そこで直通ブレーキに電磁弁を追加し、信頼性と応答性を向上する電磁直通ブレーキが開発された。

### 構造と特性
電磁直通ブレーキ方式の列車には直通管（SAP管）が引き通してあるほか、運転台のブレーキ弁にはハンドル操作を電気信号に変換する、電空制御器が取り付けられており、これは電気的に各車両の電磁給排弁とつながっている。運転士がブレーキ弁を操作すると、SAP管を通じて空気による指令が中継弁へ送られるとともに、電空制御器により各車両の電磁給排弁が作動する。これらの指令により、SAP管から各車両の中継弁に空気が送られ、空気溜めの圧縮空気がブレーキシリンダに作用する仕組みとなっている。中継弁への給・排気は電磁給排弁によりSAP管の加・減圧に先んじて行われるが、万一、電磁給排弁が故障した場合もSAP管からの空気圧による指令で中継弁が動作するのでブレーキは作用する。また、SAP管が全車両に引き通されることによって、各車間の微妙なブレーキ力のばらつきやアンバランスが平均化される。 
電磁直通ブレーキは、減圧によりブレーキ弁を作動させる自動空気ブレーキに比べ、きめ細かなブレーキ操作が可能であり、応答性にも優れる（空走時間は半分以下の約2秒）。また、自動空気ブレーキではブレーキ弁に単純な三方弁が使用され、必要に応じて「込め」「重なり＝保ち」「緩め＝抜き」といった特殊な操作を行うことでブレーキ弁に指令を行うが、電磁直通ブレーキではセルフラップ弁が標準であり、ハンドルの操作角度に応じたブレーキ力が得られるように設計されている。

### 電気ブレーキとの同期・連動
電磁直通ブレーキで最大勢力となった、WABCOのSMEE/HSCブレーキには、発電ブレーキや回生ブレーキとの連係動作を円滑に、そして容易な操作で実現可能とするために、様々な工夫が凝らされている。
まず、これらのブレーキでは、電気ブレーキの指令時に制御器から電空制御器に対してもブレーキ指令が行われ、電気ブレーキ動作中は常時直通管が加圧され続けるようになっている。これだけでは、制動力過大による急停車などの異常動作を引き起こしてしまう。だが、SMEE/HSCブレーキの場合はこの電磁給排弁と中継弁の間をつなぐSAP管に、上述の締切電磁弁および射込弁と呼ばれる特殊な弁を並列で挿入することでスムーズなブレーキタイミングの同期・連係動作を可能としている。
締切電磁弁はこの電空同期システムの中核を担う機構である。この電磁弁は制御器内のスイッチが切り替わり電気ブレーキが立ち上がるまでの間は消磁されており、電磁給排弁から送り込まれた空気圧は開放状態のこの電磁弁を通ってそのまま中継弁に流される。だが、一旦電気ブレーキが機能し始めると、この弁の電磁回路は制御器内のリミッタ・リレー（限流継電器）の働きで励磁され、それによって弁が動作してSAP管を高速閉鎖する、という役割を担う。この機構により、電気ブレーキの宿命であるブレーキの立ち上がりの遅れを最小限に抑制している。しかもこの機構は、電気ブレーキが機能しない場合や締切電磁弁が故障した場合には開放状態で固定されるため、そのまま通常の空気ブレーキが動作するという、フェイルセーフ機構をも実現している。
こうして締切電磁弁の働きによってスムーズに立ち上がった電気ブレーキが、その働きによって列車を10 - 20km/h程度まで減速すると、今度は発生電圧の低下等によって制動力が失効し、再度空気ブレーキに切り替える必要が生じる。この際、列車速度の低下に比例して電動機を流れる電流量も低下することから、これを検出した制御器内のリミッタ・リレーによって締切電磁弁が消磁されてSAP管が開かれ、空気ブレーキが動作することになる。しかし、単純に締切電磁弁を開いただけではブレーキシリンダーが動作して有効になるまでタイムラグが発生し、しかも一旦制動力が途切れるため、切り替えの瞬間に大きな衝撃が発生することにもなる。
この問題を解決するのが射込弁（Inshot Valve）あるいは連動込め弁と呼ばれる装置である。射込弁は電空切り替えに伴うブレーキのタイムラグやショックを緩和する目的で搭載されるきわめてコンパクトな弁装置である。この装置は、電気ブレーキが動作し、かつ締切電磁弁が閉鎖している場合にSAP管からの空気圧を降圧して中継弁に供給し、ブレーキシューが車輪ないしはブレーキディスク等に接触する程度の位置にブレーキシリンダーを保持させ続ける、という役割を担っている。これにより、締切電磁弁が開いた直後からブレーキシューが制動ポジションに位置しているためただちに所要の制動力が得られ、上述した問題が回避可能となる。
こうして、締切電磁弁と射込弁の連携動作によって、切り替えに伴う衝動をほぼ完全に抑制した、スムーズかつ確実な減速・停車が実現される。この間、乗務員は電気ブレーキに対する指令を行うだけであり、空気ブレーキの操作は一切行う必要がない。
この巧妙にして操作が容易、しかも安全性が高いという、極めて完成度の高い機構こそが、日本とアメリカ、特に日本でSMEE/HSC系電磁直通ブレーキが市場を事実上独占しえた最大の要因であった。

### 自動ブレーキの併用
電磁直通方式は優れた特性を持つが、前述した直通ブレーキの欠点は依然として残っているため、これを自動空気ブレーキで補う、自動ブレーキ併用電磁直通ブレーキとすることが多い。この方式では、非常ブレーキとして自動空気ブレーキ相当の機構を搭載し、緊急時には電磁直通ブレーキとは独立して搭載された自動空気ブレーキ管の空気圧を減圧することで非常ブレーキを作動させる。その他、HSCブレーキのように自動空気ブレーキを併設して常用動作可能としたものもあり、こちらは在来の自動空気ブレーキのみを装備する車両との併結が可能である。またこの種の自動空気ブレーキ併設電磁直通ブレーキ搭載車では、直通ブレーキ部が故障した場合には運転台のブレーキ弁に設けられた常用自動空気ブレーキ指令機能を利用することで、急停止せずとも安全に列車を停止させることが可能である。
ただし、近年はA弁などのブレーキ制御弁の生産完了で常用自動空気ブレーキシステムの補修部品の調達が困難となりつつあり、これに伴いHSCブレーキであってもブレーキ制御弁をM非常弁で置き換えて常用自動空気ブレーキの使用を禁止し、実質SMEEブレーキ相当に改造した例が増えつつある。
また日本国有鉄道ではA弁に代わって、整備性・信頼性に優れたCL系自動空気ブレーキ用の三膜動弁（ダイヤフラム弁）としている。

## 歴史

### 開発と普及
電磁直通ブレーキは、開発国であるアメリカにおいては従来のAMM（AMME）・AMU（AMUE）ブレーキ等と置き換わる形で1920年代後半よりWABCO製自動空気ブレーキや非常直通ブレーキを導入していたインタアーバン各社や地下鉄・高架鉄道で普及が徐々に始まった。
しかし、そのデビュー時期がモータリゼーションの進行や太平洋戦争の開戦と重なったため、完全に在来方式のブレーキを置き換えるには至らなかった。これには、車両数で最大手の一つであったニューヨーク市地下鉄がAMUブレーキの性能に満足していてその採用を渋り、1948年のR10でSMEEブレーキを正式採用するまで、1930年代後半には試作車への搭載は行っていたとはいうものの、10年以上態度を保留していたことも少なからず影響を及ぼしていた。
その一方で、1930年代中盤にWH社の手により、ブレーキ弁と主幹制御器を縦軸のまま一体化する、シネストン・コントローラ（Cineston Controller）と呼ばれる、現在のワンハンドルマスコンの先駆けとなる画期的なシステムが開発され、PCCカーなどへの導入が開始された。これに組み込まれたブレーキシステムはSMEE系ではあるが改良が施され、機構上電空同期を完全なものとする必要があったことから、前述の締切電磁弁や射込弁が採用されている。
これに前後して、当時流行の軽量高速気動車列車で確実な制動を実現するためにHSCが開発されており、WABCOによる電磁直通ブレーキ開発はこの時期に一つのピークを迎えたことになる。

### 日本での導入
これに対し、日本においては戦後国鉄80系電車で16両編成を実現するために、必要な応答性能とブレーキ力を確保する目的で、A動作弁に電磁同期弁と中継弁を付加した、電磁自動空気ブレーキであるAERブレーキがまず実用化された。
これに続いてCD（AMCD）、あるいはARD（AMARD）などの形で自動空気ブレーキ機構を基礎とした電空同期ブレーキの開発が進められた。もっとも、日本で開発されたこれらの電空同期ブレーキは、いずれも機構的に未熟かつ操作が複雑で扱いづらく、またその性能も十分とは言い難いものであった。
このため、1954年に営団地下鉄が第二次世界大戦後初の新規開業線区となった丸ノ内線用車両である300形に搭載予定の機器のテストベッドとして製作した、銀座線用1400形2両でWABCOから輸入されたSMEEブレーキが初採用され、少し遅れて小田急2200形電車でHSCブレーキが導入されて以降、それらの独自開発ブレーキシステムは後述の日立式を除きほとんどが淘汰あるいはHSCへの換装等によって駆逐された。
以後は1980年代までこの2種が電車の標準ブレーキ方式として、レスポンスの良さから直通ブレーキ（SMブレーキ）が愛用された路面電車や、非常弁付直通ブレーキ（SMEブレーキ）で十分な程度の輸送需要しかない小規模なローカル私鉄などを除く、日本の電気鉄道ほぼ全てに広く普及した。
国鉄においてもモハ90系からSEDあるいはSELDとしてHSCブレーキのデッドコピー品が本格採用され、カルダン駆動方式・発電ブレーキとともに新性能電車の定義要素の一つとなった。特に、新幹線0系電車においては国産独自開発が重視される中、同じくアメリカのウェスティングハウス・エレクトリック社およびナタル社で開発されたWNドライブと共に高速運行を支えるキー・コンポーネントとして重責を担った。
当初は発電ブレーキ併用のSMEE-D、HSC-D、SED、SELDが主流であったが、1960年代中盤以降、マグ・アンプによる分巻界磁制御や界磁チョッパ制御などの実用化により、回生ブレーキを併用するHSC-RやSELR方式も採用されている。
もっとも、保安ブレーキとして従来通りの自動ブレーキ機構も搭載しなければならないことによるコスト、重量、保守の手間が増大すること、また旧形車との操作の互換性の問題などから、私鉄ではこれらを嫌って電磁直通ブレーキの導入を見送るケースも少なくなかった。
日本の動力近代化に貢献したもう一方の柱であった気動車においては、当初制御系等がエンジンの電装系から給電される24V電源を編成に引き通して総括制御を行っていたこと、少数単位での連結・解放が多いこと、それに既存形式との併結時の互換性維持を必要とするのに対し、関東鉄道常総線のような極稀な例外を除けば過密ダイヤとは無縁であり、電磁直通ブレーキ採用のメリットは薄く、A動作弁のDA1系ブレーキから、互換性を維持したまま高性能化できるKU動作弁のCL系ブレーキに移行している。その後、省力化と軽量化を主たる目的として一足飛びに電気指令式ブレーキが採用されるようになっている。

### 現状
現在では電磁直通ブレーキに代わり、直通管や運転台のブレーキ弁を持たず、電気信号のみで制御する電気指令式ブレーキがMBSとして1960年代末に三菱電機と大阪市交通局との共同開発で開発され、7000・8000形およびその量産となる大阪市交通局30系電車で初めて採用された後、万博輸送でその信頼性を証明し、以後電車用空気ブレーキの標準方式として一般化している。国鉄の在来線車両では、在来車との互換性の問題から長くSED・SELD系ブレーキが使用されたが、末期に開発された211系及び205系からこの方式に移行した。
ただし、電磁直通ブレーキと電気指令式ブレーキでは、これらブレーキの指令方式が異なる車両間の併結運転が一般に不可能であり、車両運用の自由度確保を考慮して、小田急電鉄や名古屋鉄道、近畿日本鉄道のように1990年代まで電磁直通ブレーキを標準として採用していた鉄道会社もあり、21世紀以降の導入車両でも南海電気鉄道の通勤ズームカー（2300系）は電磁直通ブレーキを採用している。また、この問題に対する対応策としては小田急3000形電車 (2代)、8000形のワンハンドルマスコン改造車、近鉄22000系・16400系、22600系・16600系、京都市営地下鉄烏丸線に乗り入れる3220系を除くシリーズ21などのように、電気指令式ブレーキを採用しながらも電気指令と空気圧を相互変換する読替装置を搭載し、電磁直通ブレーキ方式の在来車と併結を可能にしている車両も存在する。

## その他
相模鉄道の車両では初の高性能車である初代5000系以来、日立製作所が開発した「電磁直通弁式電磁直通ブレーキ」と呼ばれるSMEの操作に近い電磁直通ブレーキの一種が採用されている。これは編成の各車両に電磁直通弁と呼ばれる装置を取り付け、この装置に直接電磁制御器から「緩め」「重なり」「常用」「非常」等の指令を行い、電気指令ブレーキに近い物とされることもある。電気経路が遮断されたときは自動空気ブレーキに切り替わる。電気信号を用いるため応答性が良く、ブレーキ装置は従来の自動空気ブレーキ装置を多少手直しするだけで済んだが、WABCOの持つ特許を回避するためにセルフラップ弁が使えず、また同じ理由で締切電磁弁および射込弁による電空切り替え機構が使えないため、発電・回生制動との同期機構が複雑化し、ブレーキ弁の回転角に応じたブレーキ力が、それも電気ブレーキと空気ブレーキの切り替えを特に意識せずに得られるWABCOの方式に比して操作が難しくなる等の欠点があった。
このためこの方式は相鉄以外では普及せず、相模鉄道でも回生制動の常用が前提となるVVVF制御を導入する際に、8000系以降の車両からは電気指令式ブレーキへと切り替えている。ただし、初代5000系の5100系への更新時と、旧型車の機器流用更新車である2100系の新造機器への交換時の2例のみ、一般的なセルフラップ弁を持つHSCブレーキが採用された。
また、高松琴平電気鉄道などの一部中小私鉄では、セルフラップ弁ではなく、M-18-A弁などを使用する通常のSMEブレーキに電気接点と電磁弁を付加した、電磁制御SMEと呼ばれる電磁直通ブレーキを使用している。これは機構上日立式電磁直通ブレーキと同様にSMEEブレーキでは可能な発電制動や回生制動との同期が困難という問題点はあるが、SMEブレーキの操作感覚のままで長大編成化が可能という大きなメリットがある。しかもこの方式は、従来のSMEブレーキの機構部の流用、あるいはHSCブレーキの弁装置交換により、在来の旧型車と大手私鉄からの譲渡車の双方において低コストに搭載可能で、それらの混用を容易にするという点でも大きなメリットがある。そのためこの電磁制御SMEブレーキは、財政的にVVVF制御を導入できるほど豊かではなく、大手私鉄などからの譲渡車で車両需要を賄っている、といった事情を抱える日本の地方中小私鉄に現在も採用され続けている。
前述の日立式ブレーキの項にある通り電磁直通ブレーキではブレーキハンドルの操作角度に応じてブレーキ力が強弱するセルフラップ機構が標準的となっているが、日本においてはセルフラップ機構そのものが電磁直通ブレーキの特徴であると広く誤解されている。これは電磁直通ブレーキを備えた私鉄高性能電車群及び国鉄101系電車登場後も、暫くの間は気動車や客車・貨車などでは国鉄私鉄問わずA動作弁を前提とする旧態依然としたブレーキハンドルが採用され続けたことによる弊害である。またブレーキハンドル（ブレーキ指令弁）と自動ブレーキの動作弁が混同された一面もある。セルフラップ動作自体は自動空気ブレーキでも可能であり、日本ではダイアフラム式のKU動作弁採用後の車種ではセルフラップ機構を備えたブレーキハンドルが採用されている。